# Bánov (hrad)
Hrad Bánov stával severně od kostela sv. Martina v obci Bánov, na území PP Hrádek.

## Historie
Místo, kde hrad stával, bylo obydleno už od pozdní doby kamenné, kdy se zde nacházelo hradiště bošácké kultury. Údajně se zde mělo také nacházet hradiště z doby Velkomoravské říše, ale to se doposud nepodařilo prokázat. Stejně tak není přesně známo, kdy vznikl hrad. Údajně k tomu mělo dojít v poslední čtvrtině 11. století, kdy je zmiňován Kosmasem v Kronice české. Archeologické nálezy však vznik posouvají ke sklonku 12. století. Za stavitele jsou považováni uherští králové, protože ti v této době oblast jihovýchodní Moravy ovládali. Jiří Kohoutek posouvá vznik dokonce až do druhé poloviny 13. století. První písemná zmínka o hradě, uvedeného jako castrum Banoue, pochází z roku 1294, kdy patřil Vítkovcům, resp. Oldřichovi II. z Hradce. V době po vymření Přemyslovců jej obsadil Matúš Čák Trenčiansky. V roce 1315 se mu podařilo odrazit útok českého vojska, které se jej pokoušelo vytlačit. Roku 1339 hrad páni z Hradce vyměnili za Telč a Bánov tak přešel do rukou panovníka. Roku 1407 jej do zástavy získal Petr z Kravař a roku 1464 páni z Cimburku. Kdy hrad zanikl není známo. Uvádí se, že za husitských válek byl poškozen, protože majitelé stáli na straně krále Zikmunda. Během česko-uherských válek pak byl zničen. Roku 1490 předal Ctibor z Cimburka Bánov se dvorem, patronátem a mlýnem Čeňkovi ze Žeravic. V té době je hrad uváděn jako pusté tvrziště. Na počátku 16. století byl nahrazen tvrzí postavenou ve vsi.

## Popis
Hrad stával na andezitové kupě, jejíž svahy převyšují okolí přibližně o 15 metrů, což zajišťovalo ochranu hradu. Výjimkou byla jižní strana, kde stávalo předhradí. Jednalo se o dvojdílný hrad. Jeho podoba se dnes již nedá rekonstruovat, protože téměř celý byl ve 20. století zničen při těžbě andezitu. Předhradí dnes slouží jako hřbitov.

## Dostupnost
Hrad se nacházel na skále v blízkosti dnešní silnice spojující Bánov se silnicí I/50, která vede od Uherského Brodu na Bystřici pod Lopeníkem.